# Joji Nasova
Joji Nasova (9 de junho de 2000) é um jogador de rugby fijiano, que joga na posição de back.

## Carreira
Ele foi pré-convocado para representar sua seleção nacional nos Jogos Olímpicos de Verão de 2024, inicialmente como reserva viajante. Durante o torneio, ele passou a integrar os doze jogadores da equipe e, nas quartas de final contra o grupo irlandês, finalizou um try de 95 metros para virar a partida.